# Refuge de Preuilly
Pour les articles homonymes, voir Preuilly.
Le refuge de Preuilly est un édifice situé à Provins, en France.

## Localisation
L'édifice est situé dans la ville-haute de Provins, en Seine-et-Marne, au 14 rue Saint-Jean.

## Historique
Le refuge date du début du XIIIe siècle.
La salle voûtée et les murs restants sont inscrits au titre des monuments historiques en 1931.